# 保罗·里德
保罗·里德（英語：Paul Reed，1999年6月14日—），绰号“BBall Paul”，美国职业篮球运动员，效力于NBA底特律活塞。里德在大学曾效力于德保罗大学猎魔人。

## 職業生涯
里德在 2020 年 NBA 选秀大会第二轮总第 58 顺位被费城 76 人队选中。12月3日，他以双向合同与76人队签约，这意味着他将在76人队和其G联盟附属球队特拉华蓝衣队之间轮换。2021年1月4日，里德首次亮相 NBA，在以 118-101 战胜夏洛特黄蜂队的比赛中，他打了比赛的最后 90 秒，并在唯一一次外线出手中得到2分。保罗在2021年缩短的G联盟赛季效力蓝衣队時，获得了联盟最有价值球员奖和年度最佳新秀奖。